# XLVIIe législature du Congrès national du Chili
La XLVIIe législature du Congrès national du Chili (en espagnol : XLVII periodo legislativo del Congreso Nacional de Chile) est le cycle parlementaire qui s'est ouvert à la Chambre des députés et au Sénat le 21 mai 1973 et qui s'est clôt le 24 septembre 1973, en raison du coup d'Etat mené par Augusto Pinochet.

## Contexte

### Élection présidentielle
La campagne fut tendue sans qu'il y ait d'actes de violence. Les candidats de la UP et la DC organisèrent des rassemblements de plusieurs milliers de personnes, contre les conseillers d'Allessandri qui lui évitèrent les grands rassemblements, qu'ils considéraient comme néfastes étant donné ses 74 ans. Cependant, il fit quelques tournées limitées à travers le Chili. Son unique grand meeting eut lieu à la fin de la campagne et fut boycotté par la Télévision Nationale Chilienne TVN qui le présenta comme un échec.
Allessandri, bien qu'étant en bonne santé, vit son image ternie par un film réalisé par son équipe où on voyait une de ses mains agitée de tremblements, ce film fut utilisé contre lui par ses adversaires. Les partis de droite attaquèrent également leurs adversaires signalant le danger que constituerait ce qu'ils considéraient comme une dictature marxiste léniniste, qui détruirait les bases de la société, visant également la démocratie chrétienne qui se montrait tant ouverte aux idées de gauche.
Comme une bonne partie de l'équipe d'Alessandri était sûre d'une victoire, au moins à la majorité relative, ils s'irritèrent quand dans une entrevue, un journaliste d'El Mercurio demanda au Commandant en chef de l'armée René Schneider quelle serait l'attitude de l'armée si aucun des deux candidats n'obtenait la majorité absolue, ce à quoi il répondit que le congrès plénier devrait décider comme il est établi dans la constitution et que l'armée se conformerait totalement aux postulats de la charte fondamentale (cela serait la base de la doctrine Schneider). Les partisans d'Allessandri s'irritèrent car la tradition voulait que celui qui obtient la majorité relative soit élu président.
L'ambiance resta très politisée car les oppositions étaient très marquées. Allende proposait une transition pacifique vers le socialisme, « la voie chilienne vers le socialisme, avec un goût d'empanadas et de vin rouge », qui reposait sur la nationalisation du cuivre et des entreprises clés du pays, la création d'un « pouvoir populaire », la radicalisation de la réforme agraire, une politique internationale anti-impérialiste et une série de mesures qui menaient à la transition du capitalisme au socialisme.
Tomic avait un plan similaire, mais axé sur un humanisme chrétien, en opposition à l'athéisme marxiste-léniniste. Sur le sujet délicat du cuivre, il proposait une nationalisation concertée conforme à celle projetée à la fin du gouvernement de Frei, laissant de côté la chilenisation (51 % du cuivre aux mains de l'État) sans écarter une nationalisation plus traditionnelle (100 % du cuivre aux mains de l'État).
Allessandri promettait par contre à ses électeurs le retour au système économique libéral pratiqué pendant ses six années de gouvernement, le rétablissement de l'ordre, en plus d'un retour en arrière sur les thèmes tels que la réforme agraire, la réforme universitaire.
Le 4 septembre eut lieu l'élection présidentielle, dans une atmosphère de calme et d'ordre, et après minuit on connut le résultat du scrutin : Allende : 36,6 %, Alessandri : 35,3 %, Tomic : 28,1 %. L'assurance des allessandristes se transforma en crainte d'un gouvernement socialiste tandis que les allendistes et même quelques démocrates-chrétiens descendirent dans la rue pour exprimer leur joie.
Allende fit son premier discours en tant que président élu à l'Alameda, où il fut accueilli par les ovations de ses partisans. Le lendemain matin Tomic le reconnut comme président élu, appliquant ainsi le pacte qu'ils avaient secrètement conclu.

### Élection parlementaires de 1973
Lors des élections de 1973, le 4 mars, la coalition de l'opposition de la Confédération de la démocratie, une alliance entre le Parti démocrate-chrétien, le Parti national et le Parti radical de gauche (es), tous opposés au gouvernement d'Allende, obtient la majorité des sièges avec 87 sièges à la Chambre et 30 sièges au Sénat.
Néanmoins, ce triomphe est relatif, puisque la coalition hétéroclite et de circonstance n'atteint pas son principal objectif d'obtenir les deux tiers nécessaires au Sénat pour révoquer Salvador Allende. De plus, les sondages prédisait à la CODE un résultat plus favorable, entre 58% et 62%, mais n'atteignant que 55,70%.
De son côté, l'Unité populaire semble résister, ne permettant pas que l'opposition obtienne les deux tiers malgré la crise, obtenant 44,03% des suffrages, soit une légère hausse par rapport aux élections précédentes de 1969 (43,84%). La coalition de gauche obtient 63 sièges à la Chambre et 19 sièges au Sénat.
De son côté, l'Union socialiste populaire (es), un parti de gauche ne se classant pas à l'opposition, mais se montrant critique vis-à-vis de la présidence de Salvador Allende et de l'Unité populaire obtient un seul siège au Sénat.
Ce sont les premières élections au niveau national dans lesquelles une nouvelle réforme électorale est mise en place, qui sont les plus participatives de l'ancien système démocratique : 80,6 % de l'électorat (44 % de la population nationale) est inscrit, et 81 % des électeurs inscrits ont voté (3,7 millions).
Ces élections sont les dernières organisées de manière libre et démocratique, avant le coup d'État de 1973 et la dissolution du Congrès national par la junte dirigée par Augusto Pinochet, elles n'ont pu être reprises que 17 ans plus tard en 1989.

## Composition de l'exécutif

### Président de la République
Le 3 novembre 1970, Salvador Allende est élu au Congrès en tant que président de la République avec 153 voix. Allende obtient le soutien du Parti démocrate-chrétien face à Jorge Alessandri Rodríguez (PN) qui n'obtient que 35 voix.

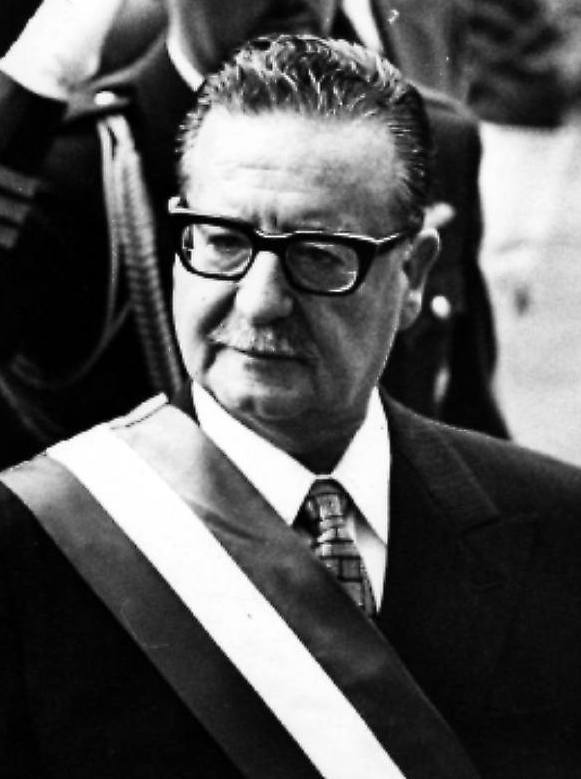
Salvador Allende, président de la République entre le 3 novembre 1970 et le 11 septembre 1973.

### Gouvernement
| Gouvernement | Gouvernement | Durée                                                           | Partis                                                               | Président | Président        | Composition  |
| ------------ | ------------ | --------------------------------------------------------------- | -------------------------------------------------------------------- | --------- | ---------------- | ------------ |
|              | Allende      | 3 novembre 1970 - 11 septembre 1973 (2 ans, 10 mois et 8 jours) | Unité populaire (PS-PCCh-PR-MAPU-PSD (es)-PIR (es)-API (es)-IC (es)) |           | Salvador Allende | 15 ministres |

## Bureau des Assemblées

### Chambre des députés
| Fonction | Fonction | Fonction           | Fonction                 | Groupe parlementaire         | Circonscription                                                                  |
| -------- | -------- | ------------------ | ------------------------ | ---------------------------- | -------------------------------------------------------------------------------- |
|          |          | Président          | Luis Pareto (es)         | Parti démocrate-chilien      | 7e (Santiago)                                                                    |
|          |          | 1er vice-président | Gustavo Lorca (es)       | Parti national               | 6e (Valparaíso, Quillota, Île de Pâques)                                         |
|          |          | 2e vice-président  | Roberto Muñoz Barra (es) | Parti radical de gauche (es) | 20e (Angol (es), Collipulli (es), Curacautín (es), Traiguén (es), Victoria (es)) |

### Sénat
| Fonction | Fonction | Fonction       | Fonction              | Groupe parlementaire         | Circonscription                |
| -------- | -------- | -------------- | --------------------- | ---------------------------- | ------------------------------ |
|          |          | Président      | Eduardo Frei Montalva | Parti démocrate-chilien      | 4e (Santiago)                  |
|          |          | Vice-président | Humberto Aguirre (es) | Parti radical de gauche (es) | 7e (Ñuble, Concepción, Arauco) |

## Groupes parlementaires

### Chambre des députés
| Groupe           | Groupe                                | Parti                                        | Parti                          | Sièges |
| ---------------- | ------------------------------------- | -------------------------------------------- | ------------------------------ | ------ |
|                  | Confédération de la démocratie (CODE) |                                              | Parti démocrate-chrétien (PDC) | 50     |
|                  | Confédération de la démocratie (CODE) | Parti national (PN)                          | 34                             |        |
|                  | Confédération de la démocratie (CODE) | Démocratie radicale (es) (DR)                | 2                              |        |
|                  | Confédération de la démocratie (CODE) | Parti radical de gauche (es) (PIR)           | 1                              |        |
| Total            | Total                                 | Total                                        | Total                          | 87     |
|                  | Unité populaire (UP)                  |                                              | Parti socialiste (PS)          | 28     |
|                  | Unité populaire (UP)                  | Parti communiste (PPCh)                      | 25                             |        |
|                  | Unité populaire (UP)                  | Parti radical (PR)                           | 5                              |        |
|                  | Unité populaire (UP)                  | Mouvement d'action populaire unitaire (MAPU) | 2                              |        |
|                  | Unité populaire (UP)                  | Action populaire indépendante (es) (API)     | 2                              |        |
|                  | Unité populaire (UP)                  | Gauche chrétienne (es)) (IC)                 | 1                              |        |
| Total            | Total                                 | Total                                        | Total                          | 63     |
| Total de députés | Total de députés                      | Total de députés                             | Total de députés               | 150    |

### Sénat
| Groupe           | Groupe                                | Parti                              | Parti                           | Sièges |
| ---------------- | ------------------------------------- | ---------------------------------- | ------------------------------- | ------ |
|                  | Confédération de la démocratie (CODE) |                                    | Parti démocrate-chrétien (PDC)  | 19     |
|                  | Confédération de la démocratie (CODE) | Parti national (PN)                | 8                               |        |
|                  | Confédération de la démocratie (CODE) | Parti radical de gauche (es) (PIR) | 3                               |        |
| Total            | Total                                 | Total                              | Total                           | 30     |
|                  | Unité populaire (UP)                  |                                    | Parti communiste (PPCh)         | 9      |
|                  | Unité populaire (UP)                  | Parti socialiste (PS)              | 7                               |        |
|                  | Unité populaire (UP)                  | Parti radical (PR)                 | 2                               |        |
|                  | Unité populaire (UP)                  | Gauche chrétienne (es) (IC)        | 1                               |        |
| Total            | Total                                 | Total                              | Total                           | 19     |
|                  | Union socialiste populaire (es)       | Union socialiste populaire (es)    | Union socialiste populaire (es) | 1      |
| Total de députés | Total de députés                      | Total de députés                   | Total de députés                | 50     |